# Campeonato Mundial de Handebol Feminino de 2009
O Campeonato Mundial de Handebol Feminino de 2009 foi a 19ª edição do Campeonato Mundial de Handebol Feminino. Foi disputado  na China de 5 a 20 de dezembro de 2009, organizado pela Federação Internacional de Handebol (IHF) e pela Federação Chinesa de Handebol.

## Sedes
| Grupo      | Cidade       | Instalação          | Capacidade |
| ---------- | ------------ | ------------------- | ---------- |
| A          | Wuxi         | Ginásio Desportivo  | 7.155      |
| B          | Zhangjiagang | Ginásio Desportivo  | 3.750      |
| C e 2      | Suzhou       | Ginásio Desportivo  | 6.000      |
| D          | Changzhou    | Ginásio Olímpico    | 6.000      |
| 1          | Yangzhou     | Gimnasio Desportivo | 5.500      |
| Fase Final | Nanquim      | Ginásio Olímpico    | 13.000     |

## Grupos
| Grupo A            | Grupo B   | Grupo C | Grupo D         |
| ------------------ | --------- | ------- | --------------- |
| Alemanha           | Rússia    | Noruega | Espanha         |
| França             | Angola    | Roménia | Coreia do Sul   |
| Suécia             | Áustria   | Hungria | China           |
| Dinamarca          | Ucrânia   | Japão   | Costa do Marfim |
| República do Congo | Tailândia | Tunísia | Argentina       |
| Brasil             | Austrália | Chile   | Cazaquistão     |

## Fase Preliminar
Os três primeiros de cada grupo alcançaram a Segunda Fase. As equipes restantes brigaram pelo 13º ao 24º lugar.

### Grupo A
| Time               | P | V | E | D | GP  | GC  | SG  | Pts |
| ------------------ | - | - | - | - | --- | --- | --- | --- |
| Dinamarca          | 5 | 4 | 0 | 1 | 139 | 114 | +25 | 8   |
| França             | 5 | 3 | 0 | 2 | 117 | 104 | +13 | 6   |
| Alemanha           | 5 | 3 | 0 | 2 | 142 | 136 | +6  | 6   |
| Suécia             | 5 | 3 | 0 | 2 | 129 | 121 | +8  | 6   |
| Brasil             | 5 | 2 | 0 | 3 | 132 | 134 | -2  | 4   |
| República do Congo | 5 | 0 | 0 | 5 | 116 | 166 | -50 | 0   |

- Resultados

| Data  | Hora² | Partida¹           | Partida¹ | Partida¹           | Resultado |
| ----- | ----- | ------------------ | -------- | ------------------ | --------- |
| 05.12 | 17:00 | França             | -        | Brasil             | 20-22     |
| 05.12 | 19:00 | Suécia             | -        | República do Congo | 29-19     |
| 05.12 | 21:00 | Alemanha           | -        | Dinamarca          | 26-27     |
| 06.12 | 17:00 | República do Congo | -        | Alemanha           | 23-36     |
| 06.12 | 19:00 | Brasil             | -        | Suécia             | 23-26     |
| 06.12 | 21:00 | Dinamarca          | -        | França             | 24-16     |
| 07.12 | 17:00 | Alemanha           | -        | Brasil             | 32-30     |
| 07.12 | 19:00 | Dinamarca          | -        | República do Congo | 37-24     |
| 07.12 | 21:00 | França             | -        | Suécia             | 23-21     |
| 09.12 | 17:00 | França             | -        | República do Congo | 29-22     |
| 09.12 | 19:00 | Brasil             | -        | Dinamarca          | 21-28     |
| 09.12 | 21:00 | Suécia             | -        | Alemanha           | 27-33     |
| 10.12 | 17:00 | República do Congo | -        | Brasil             | 28-36     |
| 10.12 | 19:00 | Alemanha           | -        | França             | 15-29     |
| 10.12 | 21:00 | Suécia             | -        | Dinamarca          | 27-23     |

- (¹) -  Todos em Wuxi
- (²) -  Hora local da China (UTC+8)

### Grupo B
| Time      | P | V | E | D | GP  | GC  | SG   | Pts |
| --------- | - | - | - | - | --- | --- | ---- | --- |
| Rússia    | 5 | 5 | 0 | 0 | 175 | 74  | +101 | 10  |
| Áustria   | 5 | 3 | 0 | 2 | 106 | 69  | +69  | 6   |
| Angola    | 5 | 3 | 0 | 2 | 145 | 96  | +49  | 6   |
| Ucrânia   | 5 | 3 | 0 | 2 | 151 | 106 | +45  | 6   |
| Tailândia | 5 | 1 | 0 | 4 | 73  | 192 | -119 | 2   |
| Austrália | 5 | 0 | 0 | 5 | 52  | 197 | -145 | 0   |

- Resultados

| Data  | Hora² | Partida¹  | Partida¹ | Partida¹  | Resultado |
| ----- | ----- | --------- | -------- | --------- | --------- |
| 05.12 | 17:00 | Angola    | -        | Austrália | 39-9      |
| 05.12 | 19:00 | Áustria   | -        | Tailândia | 52-11     |
| 05.12 | 21:00 | Rússia    | -        | Ucrânia   | 27-18     |
| 06.12 | 17:00 | Austrália | -        | Áustria   | 10-45     |
| 06.12 | 19:00 | Ucrânia   | -        | Angola    | 20-28     |
| 06.12 | 21:00 | Tailândia | -        | Rússia    | 8-45      |
| 07.12 | 17:00 | Ucrânia   | -        | Tailândia | 41-13     |
| 07.12 | 19:00 | Angola    | -        | Áustria   | 21-28     |
| 07.12 | 21:00 | Rússia    | -        | Austrália | 48-8      |
| 09.12 | 17:00 | Angola    | -        | Tailândia | 36-16     |
| 09.12 | 19:00 | Austrália | -        | Ucrânia   | 7-40      |
| 09.12 | 21:00 | Áustria   | -        | Rússia    | 19-32     |
| 10.12 | 17:00 | Tailândia | -        | Austrália | 25-18     |
| 10.12 | 19:00 | Áustria   | -        | Ucrânia   | 31-32     |
| 10.12 | 21:00 | Rússia    | -        | Angola    | 23-21     |

- (¹) -  Todos em Zhangjiagang
- (²) -  Hora local da China (UTC+8)

### Grupo C
| Time    | P | V | E | D | GP  | GC  | SG   | Pts |
| ------- | - | - | - | - | --- | --- | ---- | --- |
| Noruega | 5 | 5 | 0 | 0 | 102 | 62  | +62  | 10  |
| Roménia | 5 | 4 | 0 | 1 | 182 | 117 | +65  | 8   |
| Hungria | 5 | 3 | 0 | 2 | 160 | 123 | +37  | 6   |
| Japão   | 5 | 1 | 1 | 3 | 144 | 156 | -12  | 3   |
| Tunísia | 5 | 1 | 1 | 3 | 137 | 155 | -18  | 3   |
| Chile   | 5 | 0 | 0 | 5 | 81  | 215 | -134 | 0   |

- Resultados

| Data  | Hora² | Partida¹ | Partida¹ | Partida¹ | Resultado |
| ----- | ----- | -------- | -------- | -------- | --------- |
| 05.12 | 17:15 | Roménia  | -        | Chile    | 51-17     |
| 05.12 | 19:15 | Noruega  | -        | Japão    | 34-19     |
| 05.12 | 21:15 | Hungria  | -        | Tunísia  | 33-25     |
| 06.12 | 17:15 | Chile    | -        | Hungria  | 14-48     |
| 06.12 | 19:15 | Tunísia  | -        | Noruega  | 25-36     |
| 06.12 | 21:15 | Japão    | -        | Roménia  | 28-37     |
| 07.12 | 17:15 | Japão    | -        | Tunísia  | 31-31     |
| 07.12 | 19:15 | Noruega  | -        | Chile    | 44-15     |
| 07.12 | 21:15 | Roménia  | -        | Hungria  | 31-25     |
| 09.12 | 17:15 | Chile    | -        | Japão    | 19-38     |
| 09.12 | 19:15 | Hungria  | -        | Noruega  | 19-25     |
| 09.12 | 21:15 | Roménia  | -        | Tunísia  | 39-22     |
| 10.12 | 17:15 | Tunísia  | -        | Chile    | 34-16     |
| 10.12 | 19:15 | Noruega  | -        | Roménia  | 25-24     |
| 10.12 | 21:15 | Hungria  | -        | Japão    | 35-28     |

- (¹) -  Todos em Suzhou
- (²) -  Hora local da China (UTC+8)

### Grupo D
| Time            | P | V | E | D | GP  | GC  | SG  | Pts |
| --------------- | - | - | - | - | --- | --- | --- | --- |
| Espanha         | 5 | 5 | 0 | 0 | 147 | 84  | +63 | 10  |
| Coreia do Sul   | 5 | 4 | 0 | 1 | 170 | 115 | +55 | 8   |
| China           | 5 | 3 | 0 | 2 | 123 | 109 | +14 | 6   |
| Costa do Marfim | 5 | 1 | 1 | 3 | 114 | 140 | -26 | 3   |
| Cazaquistão     | 5 | 1 | 0 | 4 | 88  | 142 | -52 | 2   |
| Argentina       | 5 | 0 | 1 | 4 | 88  | 142 | -54 | 1   |

- Resultados

| Data  | Hora² | Partida¹        | Partida¹ | Partida¹        | Resultado |
| ----- | ----- | --------------- | -------- | --------------- | --------- |
| 05.12 | 15:30 | Coreia do Sul   | -        | Cazaquistão     | 39-21     |
| 05.12 | 17:30 | Espanha         | -        | Costa do Marfim | 29-18     |
| 05.12 | 19:30 | China           | -        | Argentina       | 26-15     |
| 06.12 | 15:30 | Costa do Marfim | -        | Coreia do Sul   | 26-35     |
| 06.12 | 17:30 | Argentina       | -        | Espanha         | 15-33     |
| 06.12 | 19:30 | Cazaquistão     | -        | China           | 13-25     |
| 07.12 | 14:30 | Costa do Marfim | -        | Argentina       | 19-19     |
| 07.12 | 16:30 | Coreia do Sul   | -        | China           | 33-25     |
| 07.12 | 18:30 | Espanha         | -        | Cazaquistão     | 30-12     |
| 09.12 | 14:30 | Cazaquistão     | -        | Costa do Marfim | 22-30     |
| 09.12 | 16:30 | China           | -        | Espanha         | 12-27     |
| 09.12 | 18:30 | Coreia do Sul   | -        | Argentina       | 36-15     |
| 10.12 | 14:30 | Argentina       | -        | Cazaquistão     | 24-28     |
| 10.12 | 16:30 | China           | -        | Costa do Marfim | 35-21     |
| 10.12 | 18:30 | Espanha         | -        | Coreia do Sul   | 28-27     |

- (¹) -  Todos em Changzhou
- (²) -  Hora local da China (UTC+8)

## Segunda Fase
Os primeiros 2 de cada grupo disputaram as semifinais. 

### Grupo 1
| Time      | P | V | E | D | GP  | GC  | SG  | Pts |
| --------- | - | - | - | - | --- | --- | --- | --- |
| França    | 5 | 4 | 0 | 1 | 137 | 106 | +31 | 8   |
| Rússia    | 5 | 4 | 0 | 1 | 142 | 111 | +31 | 8   |
| Dinamarca | 5 | 3 | 0 | 2 | 129 | 127 | +2  | 6   |
| Alemanha  | 5 | 2 | 0 | 3 | 117 | 137 | -20 | 4   |
| Áustria   | 5 | 1 | 0 | 4 | 120 | 147 | -27 | 2   |
| Angola    | 5 | 1 | 0 | 4 | 115 | 132 | -17 | 2   |

- Resultados

| Data  | Hora² | Partida¹  | Partida¹ | Partida¹  | Resultado |
| ----- | ----- | --------- | -------- | --------- | --------- |
| 12.12 | 17:00 | Alemanha  | -        | Rússia    | 22-34     |
| 12.12 | 19:00 | França    | -        | Angola    | 33-24     |
| 12.12 | 21:00 | Dinamarca | -        | Áustria   | 30-27     |
| 13.12 | 17:00 | Áustria   | -        | Alemanha  | 26-29     |
| 13.12 | 19:00 | Rússia    | -        | França    | 23-24     |
| 13.12 | 21:00 | Angola    | -        | Dinamarca | 28-23     |
| 15.12 | 17:00 | Alemanha  | -        | Angola    | 25-21     |
| 15.12 | 19:00 | França    | -        | Áustria   | 35-20     |
| 15.12 | 21:00 | Dinamarca | -        | Rússia    | 25-30     |

- (¹) -  Todos em Yangzhou
- (²) -  Hora local da China (UTC+8)

### Grupo 2
| Time          | P | V | E | D | GP  | GC  | SG  | Pts |
| ------------- | - | - | - | - | --- | --- | --- | --- |
| Noruega       | 5 | 4 | 0 | 1 | 138 | 114 | +24 | 8   |
| Espanha       | 5 | 3 | 1 | 1 | 126 | 112 | +14 | 7   |
| Coreia do Sul | 5 | 2 | 2 | 1 | 150 | 142 | +8  | 6   |
| Roménia       | 5 | 2 | 1 | 2 | 154 | 129 | +25 | 5   |
| Hungria       | 5 | 1 | 2 | 2 | 118 | 126 | -8  | 4   |
| China         | 5 | 0 | 0 | 5 | 96  | 159 | -63 | 0   |

- Resultados

| Data  | Hora² | Partida¹      | Partida¹ | Partida¹      | Resultado |
| ----- | ----- | ------------- | -------- | ------------- | --------- |
| 12.12 | 17:15 | Roménia       | -        | China         | 40-19     |
| 12.12 | 19:15 | Noruega       | -        | Coreia do Sul | 27-28     |
| 12.12 | 21:15 | Hungria       | -        | Espanha       | 21-21     |
| 13.12 | 17:15 | Coreia do Sul | -        | Hungria       | 28-28     |
| 13.12 | 19:15 | China         | -        | Noruega       | 19-34     |
| 13.12 | 21:15 | Espanha       | -        | Roménia       | 26-25     |
| 15.12 | 17:15 | Hungria       | -        | China         | 25-21     |
| 15.12 | 19:15 | Noruega       | -        | Espanha       | 27-24     |
| 15.12 | 21:15 | Roménia       | -        | Coreia do Sul | 34-34     |

- (¹) -  Todos em Suzhou
- (²) -  Hora local da China (UTC+8)

## Fase Final

### Semifinais
| Data  | Hora² | Partida¹ | Partida¹ | Partida¹ | Resultado |
| ----- | ----- | -------- | -------- | -------- | --------- |
| 18.12 | 18:30 | França   | -        | Espanha  | 27-23     |
| 18.12 | 21:15 | Noruega  | -        | Rússia   | 20-28     |

- (¹) -  Em Nanquim
- (²) -  Hora local da China (UTC+8)

### 3º e 4º lugar
| Data  | Hora² | Partida¹ | Partida¹ | Partida¹ | Resultado |
| ----- | ----- | -------- | -------- | -------- | --------- |
| 20.12 | 18:30 | Espanha  | -        | Noruega  | 26-31     |

- (¹) -  Em Nanquim
- (²) -  Hora local da China (UTC+8)

### Final
| Data  | Hora² | Partida¹ | Partida¹ | Partida¹ | Resultado |
| ----- | ----- | -------- | -------- | -------- | --------- |
| 20.12 | 21:15 | França   | -        | Rússia   | 22-25     |

- (¹) -  Em Nanquim
- (²) -  Hora local da China (UTC+8)

### Classificação Geral
| 1. Rússia              |
| 2. França              |
| 3. Noruega             |
| 4. Espanha             |
| 5. Dinamarca           |
| 6. Coreia do Sul       |
| 7. Alemanha            |
| 8. Roménia             |
| 9. Hungria             |
| 10. Áustria            |
| 11. Angola             |
| 12. China              |
| 13. Suécia             |
| 14. Tunísia            |
| 15. Brasil             |
| 16. Japão              |
| 17. Ucrânia            |
| 18. Costa do Marfim    |
| 19. Argentina          |
| 20. República do Congo |
| 21. Tailândia          |
| 22. Cazaquistão        |
| 23. Chile              |
| 24. Austrália          |

### Seleção do Campeonato
| Posição          | Nome                    | País    |
| ---------------- | ----------------------- | ------- |
| Goleira          | Inna Suslina            | Rússia  |
| Lateral Esquerda | Camilla Herrem          | Noruega |
| Ponta Esquerda   | Mariama Signate         | França  |
| Central-Armadora | Alison Pineau           | França  |
| Ponta Direita    | Marta Mangué            | Espanha |
| Meia Direita     | Linn Kristin Riegelhuth | Noruega |
| Pivô             | Begoña Fernández        | Espanha |

### Artilheiras
| Posição | Nome                    | País            | Gols |
| ------- | ----------------------- | --------------- | ---- |
| 1       | Kathrin Engel           | Áustria         | 67   |
| 2       | Paula Gondo-Bredou      | Costa do Marfim | 65   |
| 3       | Shio Fujii              | Japão           | 61   |
| 4       | Mouna Chebbah           | Tunísia         | 58   |
| 5       | Linn Kristin Riegelhuth | Noruega         | 54   |
| 6       | Ona Kim                 | Coreia do Sul   | 53   |

### Melhores Goleiras
| Posição | Nome                | País    | % Defesas |
| ------- | ------------------- | ------- | --------- |
| 1       | Maria Odeth Tavares | Angola  | 45        |
| 2       | Anna Sedoykina      | Rússia  | 44        |
| 3       | Mihaela Ciobanu     | Espanha | 42        |
| 4       | Paula Ungureanu     | Roménia | 41        |
| 5       | Tetyana Chukhno     | Ucrânia | 41        |
| 6       | Cristina González   | Espanha | 40        |

### Melhor Jogadora do Torneio
| Nome              | País   |
| ----------------- | ------ |
| Liudmila Postnova | Rússia |

| Campeonato Mundial de Handebol Feminino de 2009 |
| Campeão                                         |
| ----------------------------------------------- |
| Rússia 4º Título                                |

## Ligações Externas
- Web oficial del Campeonato (en inglés)